# Принцип гандикапу
У 1975 році Амоц Захави (Amotz Zahavi) сформулював концепцію гандикапу (handicap), згідно з якою інформацію про якість генома самця можуть нести лише шкідливі для виживання ознаки.
Так, розмір хвоста павича є мірою якості його геному, оскільки з довгим хвостом складно відлітати від хижаків і тільки дуже високо пристосований самець (з хорошими генами) зможе з великим хвостом дожити до моменту розмноження. Точно так само яскраве забарвлення оперення і гучні пісні самців птахів роблять їх більш помітними для хижаків.
Так в результаті статевого відбору з'являються неадаптивні ознаки, функція яких — реклама власних генів, в якій мовиться: «Я пройшов тест статевого відбору: я вижив попри довгий хвіст, який доводиться всюди тягати за собою, значить розумно зі мною завести дітей, які будуть такими ж здоровими, як і я!»
Якби хороші самці не витрачалися на таку рекламу, вони ще ефективніше відлітали б від хижаків, менше б втомлювалися при пошуку їжі, і у них була б більш висока виживаність. Але вони насилу знайшли б застосування своїм хорошим генам, адже без реклами самки не розуміють, з ким треба розмножуватися. Свої гени ці самці передадуть довгохвостим дітям, які також будуть платити за рекламу зниженою здатністю до виживання.